# WBFS
WBFS, ou Wii Backup File System est un système de fichiers développé par le codeur de Wii homebrew, Waninkoko. Il utilise le cIOS de Waninkoko et fonctionne en créant une partition WBFS sur un périphérique USB ou sur une carte SD. L’application Wii Homebrew peut ensuite être lancée pour faire un dump d’un jeu sur la partition ; c'est-à-dire copier l'intégralité du contenu d'un disque Wii vers une partition. Les titres sur la partition peuvent ensuite être lancés en utilisant un loader, qui va lui charger les jeux depuis le périphérique USB ou la carte SD.
Bien qu’il ne soit pas possible de charger nativement une partition WBFS dans un environnement Windows, il existe plusieurs applications, tel que WBFS Manager, qui permet de transférer le fichier d’une image ISO vers un disque formaté en WBFS.
Ce système de fichiers a été créé spécifiquement pour la console, (il est donc dit "Propriétaire") en vue d'empêcher le piratage via PC.